# Jean Frison
Pas d'image ? Cliquez ici

a Compétitions nationales et continentales officielles uniquement.

b Matchs officiels uniquement.
Jean Frison, né le 22 décembre 1965, est un joueur et entraîneur  de rugby à XIII dans les années 1980, 1990 et 2000. Il occupe le poste d'arrière.
Il joue pour Toulouse, connaît une période de quatre années à Villefranche où il y remporte le titre de Championnat de France de 2e division en 1992 puis retourne à Toulouse y décrochant cette fois-ci un titre de Championnat de France en 2000 en tant que capitaine.
Fort de ses performances en club, il est sélectionné à dix reprises entre 1989 et 1994 en équipe de France affrontant l'Australie, la Grande-Bretagne, le pays de Galles, la Nouvelle-Zélande, la Papouasie-Nouvelle-Guinée et les Fidji.

## Palmarès
- Collectif :
  - Vainqueur du Championnat de France : 2000 (Toulouse).
  - Vainqueur du Championnat de France de 2e division : 1992 (Villefranche).
  - Finaliste du Championnat de France : 2001 (Toulouse).

### Détails en sélection
| 1.  | 5 février 1989   | Grande-Bretagne           | 8-30  | Test-match | Arrière    | - | - | - | - |
| 2.  | 22 mars 1992     | Pays de Galles            | 6-35  | Test-match | Remplaçant | - | - | - | - |
| 3.  | 13 décembre 1992 | Pays de Galles            | 18-19 | Test-match | Arrière    | - | - | - | - |
| 4.  | 7 mars 1993      | Grande-Bretagne           | 6-48  | Test-match | Arrière    | - | - | - | - |
| 5.  | 21 novembre 1993 | Nouvelle-Zélande          | 11-36 | Test-match | Remplaçant | - | - | - | - |
| 6.  | 4 mars 1994      | Pays de Galles            | 12-13 | Test-match | Arrière    | - | - | - | - |
| 7.  | 20 mars 1994     | Grande-Bretagne           | 4-12  | Test-match | Arrière    | - | - | - | - |
| 8.  | 26 juin 1994     | Papouasie-Nouvelle-Guinée | 22-29 | Tournée    | Arrière    | - | - | - | - |
| 9.  | 6 juillet 1994   | Australie                 | 0-58  | Tournée    | Arrière    | - | - | - | - |
| 10. | 9 juillet 1994   | Fidji                     | 12-20 | Tournée    | Arrière    | - | - | - | - |